# Macromphalus abylensis
Macromphalus abylensis is een slakkensoort uit de familie van de Vanikoridae. De wetenschappelijke naam van de soort is voor het eerst geldig gepubliceerd in 1988 door Warén & Bouchet.